# 岩手県道251号玉里水沢線
岩手県道251号玉里水沢線（いわてけんどう251ごう たまさとみずさわせん）は、岩手県奥州市を通る一般県道である。

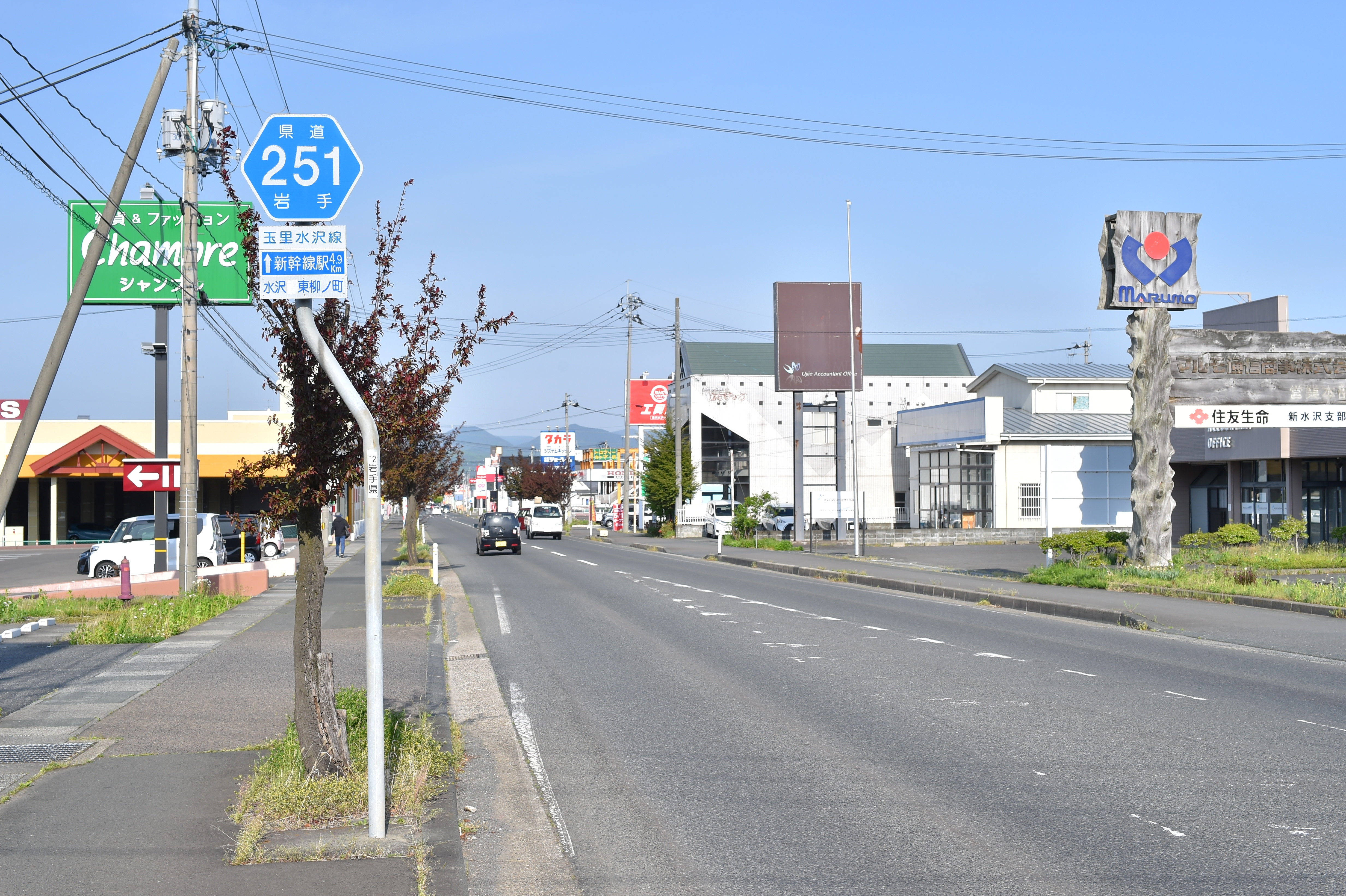
岩手県道251号玉里水沢線
奥州市水沢佐倉河（2024年5月）

## 概要

### 路線データ
- 起点：奥州市江刺玉里字大森（岩手県道8号水沢米里線交点）
- 終点：奥州市水沢佐倉河字鐙田（国道4号交点）

## 地理

### 通過する自治体
- 奥州市

### 交差する道路
- 岩手県道8号水沢米里線
- 岩手県道156号岩明岩谷堂線（奥州市江刺藤里字野）
- 国道456号（奥州市江刺田原字石山）
- 岩手県道14号一関北上線（奥州市江刺愛宕字金谷）
- 国道4号水沢東バイパス（奥州市水沢佐倉河字富堂）
- 国道4号